# 七酸化二マンガン
七酸化二マンガン（ななさんかにマンガン、英：dimanganese heptoxide）は、Mn2O7という化学式で表される無機化合物である。2分子の過マンガン酸が脱水縮合した酸無水物に相当する、極めて反応性が高い揮発性の液体であり、非常に危険な酸化剤である。

## 性質
この化合物の結晶は暗緑色であり、四塩化炭素に溶解、水によって分解する。5.9 ℃で融解し、-10 ℃で昇華する。その構造は、無極性分子であることを示している。分子は頂点共有二四面体構造をとっており、四面体の頂点は酸素原子が、中心はマンガン(VII)原子が占めている。結合はO3Mn-O-MnO3の形を取り、末尾のMn-O結合距離は1.585 Åで、橋掛けをしている酸素原子とマンガン原子の結合距離は1.77 Åである。Mn-O-Mnがなす角は120.7°である。
この化合物は最高酸化数+7をとるマンガン原子を含み、同様の酸化数をとるマンガン原子を含む他の化合物には、より安定な過マンガン酸塩がある。
イオンの中でも、ピロ硫酸イオンや二リン酸イオン、二クロム酸イオンはMn2O7に似た構造をとる。類似構造を持つ主な化合物としては、典型元素の酸化物としてCl2O7などが挙げられる。遷移金属の酸化物では、Tc2O7とMn2O7は構造的に類似しているが、Tc-O-Tcがなす角は180°である。固体のRe2O7は、分子ではないがそれぞれの中心が正四面体側と正八面体側とともに架橋されており、蒸気では分子の構造はTc2O7に似ている。

## 合成と反応
七酸化二マンガンは冷濃硫酸に固体の過マンガン酸塩（代表的なものとしては過マンガン酸カリウム）を少量ずつ注意深く加えることで濃緑色油状液体として生成する。この反応では、初めに強酸である硫酸との弱酸遊離反応によって過マンガン酸(HMnO4)が遊離し、その後すぐに濃硫酸によって脱水されて2分子の過マンガン酸が分子間脱水を起こし、その酸無水物である七酸化二マンガンが生成している。
{\displaystyle {\ce {{2KMnO4}+ 2H2SO4 -> {Mn2O7}+ {H2O}+ 2KHSO4}}}
七酸化二マンガンと硫酸の反応はさらに進み、MnO3+という陽イオンが生成する。 これと三酸化クロムは等電子的である。
{\displaystyle {\ce {{Mn2O7}+2H2SO4->{2[MnO3]^{+}[HSO4]^{-}}+H2O}}}
七酸化二マンガンは室温付近で分解し、55 ℃で爆発する。爆発は試料に衝撃を与えたり、還元性物質と接触させたりすることで起こる。爆発によって、二酸化マンガンと酸素が生成する。オゾンも同時に生成し、強い臭いを放つ。オゾンはアルコールに浸けた紙を自然発火させる。また、濃硫酸と過マンガン酸塩の混合時に、有機物などが存在していた場合、生成した七酸化二マンガンとの接触によって急速に酸化される。この酸化反応は激烈であり、しばしば容器の外に溶液が跳ねたり、音の発生や発火を伴ったりする。爆発の可能性もあり、非常に危険である。よって、七酸化二マンガンを調製する実験を安易に行ってはならない。

## 用途
先述の通り、非常に危険な性質を持つため、以下の用途以外ではほとんど使われていない。
実験器具の強力な洗浄液として、不溶性の有機化合物などの分解除去に用いられることがあるが、必ず冷却した濃硫酸に、過マンガン酸塩を極少量ずつ混合して調製することが求められる。濃硫酸と過マンガン酸塩を一気に加えたことによる爆発事故が起こっている。六価クロムの環境負荷の高さ、処理の煩雑さから、クロム酸混液より、こちらの方を洗浄液として選ぶ場合があるが、万が一の事故への対策もなしに用いるべきではない。